# Sohland am Rotstein
Sohland am Rotstein (ambtelijk: Sohland a. Rotstein) is een ortsteil van de  Duitse stad Reichenbach/O.L. in de deelstaat Saksen. Op 1 april 1939 ontstond de gemeente Sohland am Rotstein uit de tot dan toe zelfstandige gemeenten Obersohland, Mittelsohland en Niedersohland. Deze werd op 1 januari 2014 opgeheven en ondergebracht in Reichenbach.

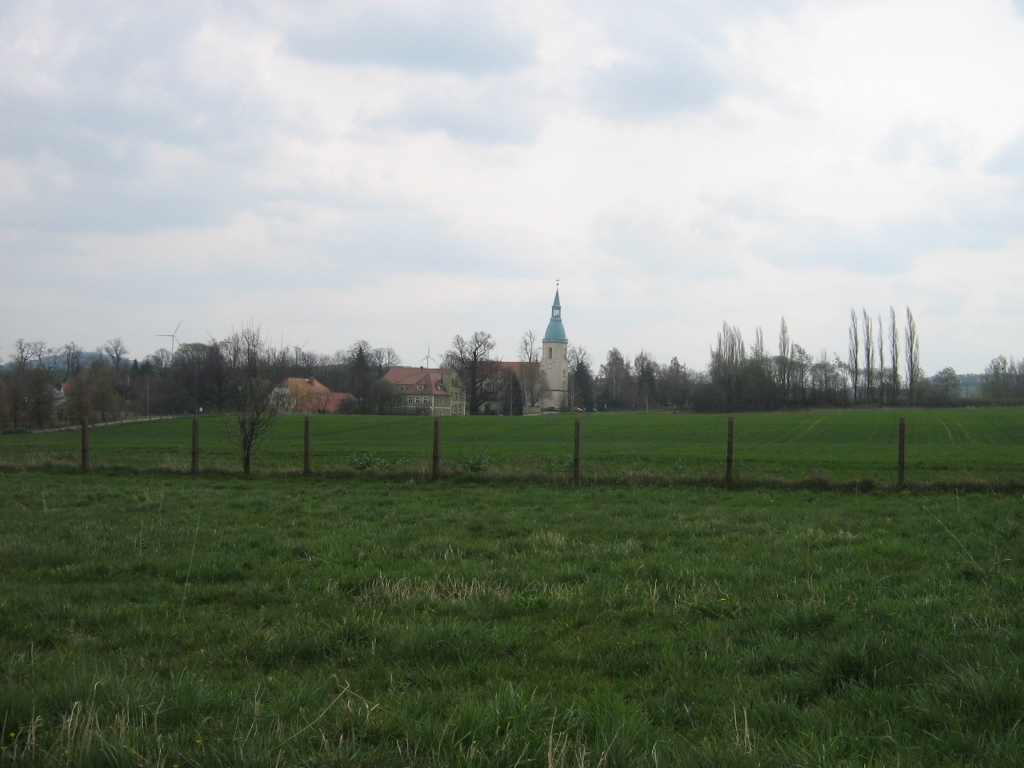
Sohland gezien vanaf een afstand